# Jens Grüner
Jens Grüner (* 5. Februar 1965 in Zschopau) ist ein deutscher Endurofahrer und Mitglied der siegreichen Six-Days-Trophy-Mannschaft 1987.

## Sportlicher Werdegang
Jens Grüner trat 1980 in den Motorsportclub MC Zschopau ein und bestritt im folgenden Jahr seine erste Geländefahrt. Auf Anhieb wurde er DDR-Bester in der Ausweisklasse bis 250 cm³. 1982 nahm er als Einzelstarter an der 57. Internationalen Sechstagefahrt in Považská Bystrica teil. Den DDR-Vizemeistertitel in der Klasse bis 250 cm³ errang er 1984. 1985 war er Mitglied der Silbervasenmannschaft, die bei der 60. Internationalen Sechstagefahrt im spanischen La Molina den Titel gewann. Bei der 61. Internationalen Sechstagefahrt im folgenden Jahr wurde er mit der Silbervasen-Mannschaft Zweiter. 1987 wurde nach seinem Umstieg in die Klasse bis 500 cm³ sein sportlich erfolgreichstes Jahr. Neben dem Gewinn der DDR-Meisterschaft siegte er mit der Trophy-Mannschaft bei der 62. Internationalen Sechstagefahrt im polnischen Jelenia Góra. 1988 verteidigte er seinen nationalen Meistertitel. Bei den 63. Six Days fuhr er in der Silbervasen-Mannschaft, die den vierten Platz erreichte. 1989 wurde er in der Enduro-Europameisterschaft Dritter in der Klasse bis 500 cm³. Den gleichen Platz belegte er auch in der Einzelwertung den 64. Six Days 1989. Aufgrund gesundheitlicher Probleme musste er seine sportliche Laufbahn 1990 beenden.
Jens Grüner betreibt heute ein Mietwagen- und Taxiunternehmen.